# Capidava
Capidava Simon, 1902 è un genere di ragni appartenente alla famiglia Salticidae.

## Distribuzione
Le 7 specie oggi note di questo genere sono diffuse in America meridionale, in modo particolare in Guyana e Brasile

## Tassonomia
Questo genere ha avuto vari trasferimenti di specie ad altri generi, ultima delle quali è C. variegata, considerata nomen dubium a seguito di uno studio degli aracnologi Ruiz e Brescovit del 2008.
A maggio 2010, si compone di sette specie:
- Capidava annulipes Caporiacco, 1947 — Guyana
- Capidava auriculata Simon, 1902[2] — Brasile
- Capidava biuncata Simon, 1902 — Brasile
- Capidava dubia Caporiacco, 1947 — Guyana
- Capidava rufithorax Simon, 1902 — Perù
- Capidava saxatilis Soares & Camargo, 1948 — Brasile
- Capidava uniformis Mello-Leitão, 1940 — Guyana

### Nomen dubium
- Capidava variegata Caporiacco, 1954 — Guiana francese